# Jan Oblak
Jan Oblak (ur. 7 stycznia 1993 w Škofjej Loce) – słoweński piłkarz, występujący na pozycji bramkarza w hiszpańskim klubie Atlético Madryt oraz w reprezentacji Słowenii, której jest kapitanem. Uczestnik Mistrzostw Europy 2024.

## Kariera klubowa

### Olimpija Lublana
Jan Oblak w wieku dziesięciu lat zaczął grać w młodzieżówce Olimpiji gdzie grał do sezonu 2004/2005. Musiał odejść, bo klub został rozwiązany. Wtedy dołączył do nowo założonego klubu, który działał pod nazwą Bežigrad. W 2008 ten klub po zmianie nazwy stał się Olimpiją Lublaną. W następnym roku Oblak odrzucił ofertę Empoli, ponieważ chciał przejść do Fulham, ale ostatecznie przedłużył kontrakt z Olimpiją do 2011 roku. Oblak zadebiutował w tym klubie w sezonie 2009/10 w wieku 16 lat. Na koniec sezonu Olimpija zajęła 4. miejsce w tabeli.

### SL Benfica
14 czerwca 2010 roku Oblak podpisał kontrakt z Benficą, z której był wypożyczany do takich klubów jak SC Beira-Mar, SC Olhanense, União Leiria i Rio Ave FC. Działo się to w latach 2010–2013. W 2013 roku Oblak nie pojawił się na przedsezonowych treningach twierdząc, że ma nieważny kontrakt. Później podpisał przedłużenie umowy do 2018 opisując sytuację jako nieporozumienie. Dzięki błędom Artura Moraesa Oblak zaczął grać w pierwszej jedenastce Benfiki. Po sezonie otrzymał nagrodę bramkarza roku ligi portugalskiej. W 16 spotkaniach stracił tylko 3 bramki.

### Atletico Madryt
16 lipca 2014 roku Atletico ogłosiło, że osiągnęło porozumienie w sprawie transferu Oblaka. Słoweniec kosztował 16 mln euro. Ten transfer uczynił go najdroższym bramkarzem Liga BBVA w historii. Jego debiut przypadł na mecz z Olympiakosem w Lidze Mistrzów, który Atletico przegrało 2:3. W lidze pierwszy raz zagrał 21 marca 2015 roku w wygranym 2:0 meczu z Getafe.

## Kariera reprezentacyjna
Oblak zadebiutował w reprezentacji 11 września 2012 roku w meczu kwalifikacyjnym do Mistrzostw Świata 2014 przeciwko Norwegii. Słowenia przegrała ten mecz 1:2.

## Życie prywatne
Siostra Oblaka – Teja Oblak jest koszykarką, grającą w reprezentacji Słowenii oraz w polskiej drużynie Orzeł Polkowice (w sezonie 2013/2014).

## Inne informacje
Według portalu Transfermarkt, w czerwcu 2019 r. został pierwszym bramkarzem na świecie, którego wartość rynkowa osiągnęła 100 milionów euro.

## Sukcesy

### Klubowe

#### Olimpija Ljubljana
- II liga słoweńska: 2008/2009

#### Benfica
- Primeira Liga: 2013/2014
- Taça de Portugal: 2013/2014
- Taça da Liga: 2013/2014
- Finał Ligi Europy UEFA: 2013/2014

#### Atletico
- Mistrzostwo Hiszpanii: 2020/2021
- Superpuchar Hiszpanii: 2014
- Liga Europy UEFA: 2017/2018
- Superpuchar Europy UEFA: 2018
- Finał Ligi Mistrzów UEFA: 2015/2016

### Indywidualne
- Najlepszy bramkarz Primeira Liga: 2013/2014[15]
- Najlepszy bramkarz La Liga: 2015/2016, 2016/2017, 2017/2018, 2018/2019
- Trofeo Zamora: 2015/2016[16], 2016/2017[17], 2017/2018, 2018/2019, 2020/2021
- Drużyna Sezonu La Liga UEFA: 2015/2016[18], 2016/2017[19], 2017/2018[20], 2018/2019
- Drużyna Sezonu Ligi Mistrzów UEFA: 2015/2016, 2016/2017[21], 2019/2020
- Drużyna Sezonu Ligi Europy UEFA: 2017/2018[22]
- Młody słoweński piłkarz roku: 2012, 2013
- Słoweński piłkarz roku: 2015, 2016, 2017, 2018, 2020, 2021, 2023

### Rekordy
- Najwięcej Trofeo Zamora: 5[a]
- Najszybciej zdobytych 100 czystych kont w La Liga: 182 meczów[23]